# Vidéo à la demande
« VOD » redirige ici. Pour les autres significations, voir VOD (homonymie).
Pour les articles homonymes, voir VSD et À la demande.
La vidéo à la demande (VAD),, souvent abrégée en VOD ou VoD (de l’anglais « video on demand »), est à la fois une technique de distribution de contenus vidéo numériques plateforme numérique et la désignation générique de ce type de services.
Elle permet notamment à un utilisateur, de sélectionner et de visualiser un ou plusieurs fichiers vidéos de divers genres, fiction, film de cinéma, série, documentaires, etc., au moment où il le souhaite. Cette formule a considérablement modifié la consommation délinéarisée des contenus audiovisuels car notamment, il n'est pas nécessaire d'attendre qu'un programme soit diffusé à la télévision pour y accéder; cela simplifie la consultation et le choix, notamment par rapport aux supports physiques comme la vidéocassette, les disques DVD ou Blu-ray. Les plateformes numériques représentent depuis la décennie 2020, le premier mode de consommation des films par le cinéma à domicile, se classant devant le nombre d'entrées en salle de cinéma.
Ces contenus sont offerts, loués ou vendus à l'unité ou en catalogues avec ou sans écrans publicitaires, par les réseaux comme Internet, les réseaux mobiles 3G, 4G et 5G ou par satellite. Il existe également une déclinaison de ces services, nommée « vidéo à la demande par abonnement (VADA) » ou « SVOD » (de l’anglais « subscription video on demand »).
Des lecteurs multimédia logiciels payants ou offerts sont proposés, en fonction du système d’exploitation et des fonctionnalités utilisées; box internet, ordinateur, smartphone, tablette, etc. Pour garantir la préservation des droits numériques protégeant ces contenus contre la copie illicite, le dispositif est le plus souvent associé à des lecteurs logiciels tels que notamment le Lecteur Windows Media ou Divx Player permettant de respecter les ayants droit, le distributeur ou le studio éditeur. Ce lecteur logiciel est compatible avec certains formats numériques et de chiffrement propriétaires. Cette formule peut permettre par exemple, de limiter la copie ou le visionnage sur plusieurs appareils et il est notamment utilisé par les organismes de distribution de contenus payants.

## Historique
- 1997 : Fondation par Reed Hastings et Marc Randolph de la société Netflix (dont le nom provient de la contraction des termes « internet » et « flix », ce dernier étant une expression familière du mot « film » aux États-Unis).
- 1999 : UGC DA pour UGC-Droits Audiovisuels devient Canal+ Image. Cette nouvelle entité regroupe les participations et filiales de production, de gestion des catalogues et de droits dérivés du groupe Canal+ qui en détient 97 %[5].
- 2000 : La première projection publique de cinéma numérique d'Europe est réalisée, par Philippe Binant, en France[6]. Avec l'abandon du 35 mm, le cinéma numérique permet la diffusion des films sur les plateformes numériques : Netflix, Prime Video, Disney+, Groupe Canal+, OCS.
- 2000 : Première réalisation d'un long métrage en cinéma numérique par Pitof[7].
- 2001 : Première démonstration de dématérialisation du long métrage cinématographique.
- 2008 : Lancement du bouquet Orange Cinéma Séries (OCS), en exclusivité sur le bouquet La TV d'Orange, par satellite et ADSL. À son lancement, le bouquet comprenait Orange ciné max (HD), Orange ciné happy, Orange ciné choc, Orange ciné novo et Orange ciné géants.
- 2015 : Beasts of No Nation est le premier long métrage cinématographique sorti aux États-Unis à la fois dans les cinémas et sur Netflix.

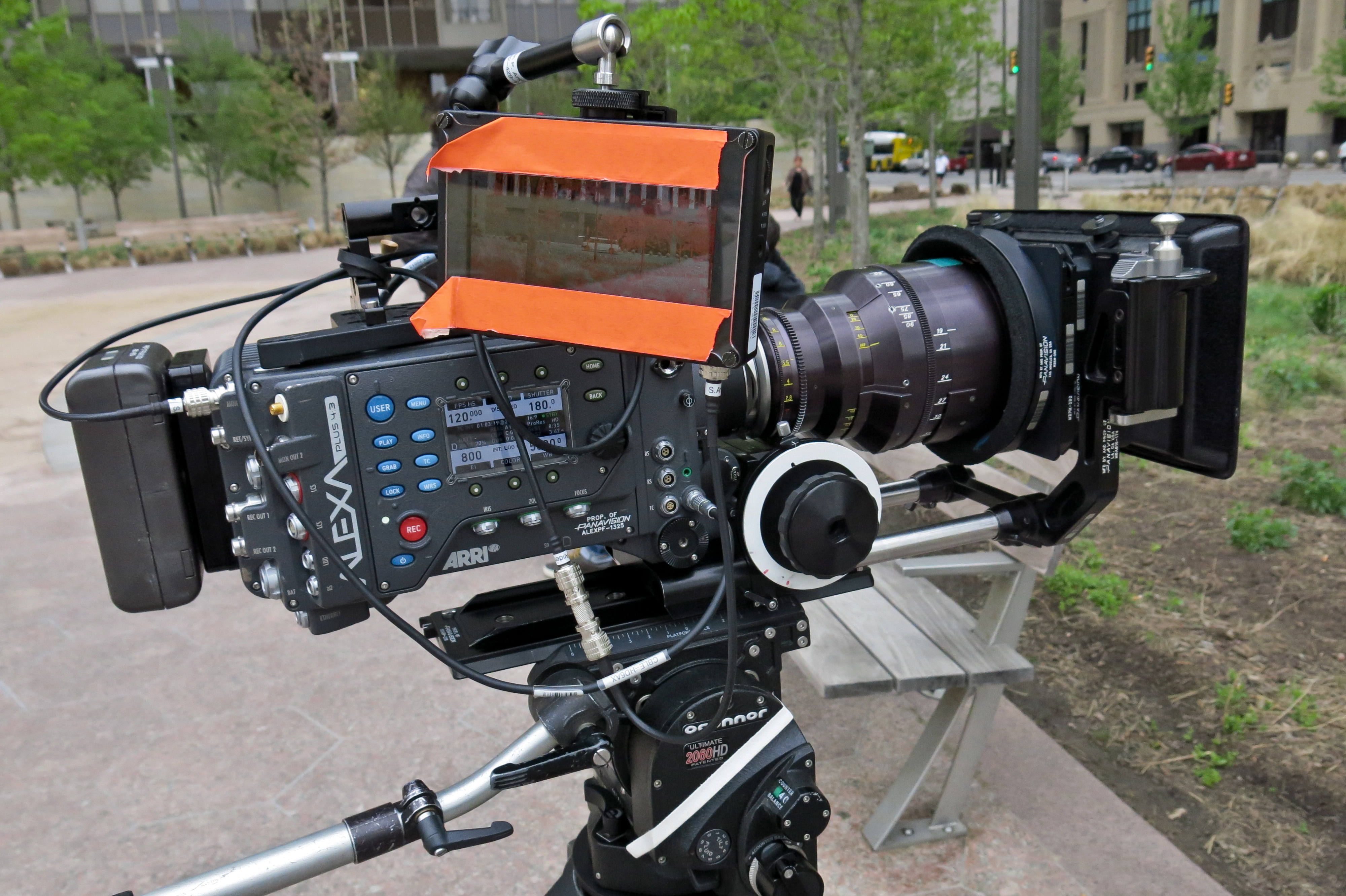
Caméra de cinéma numérique Alexa de Arri.
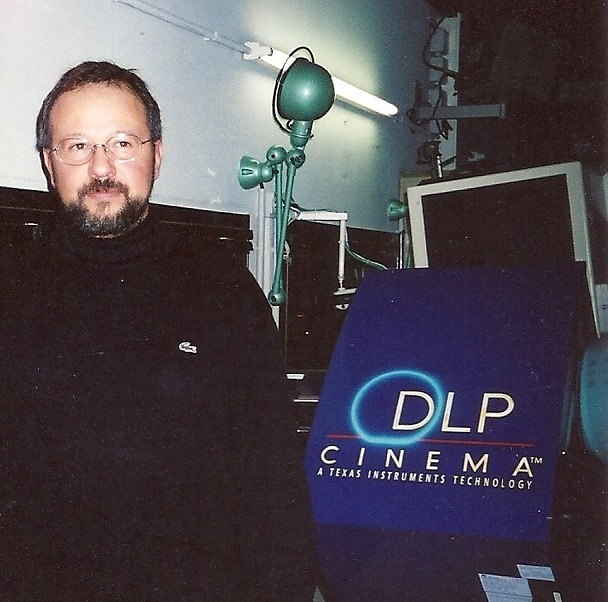
Projecteur prototype de cinéma numérique de Texas Instruments.
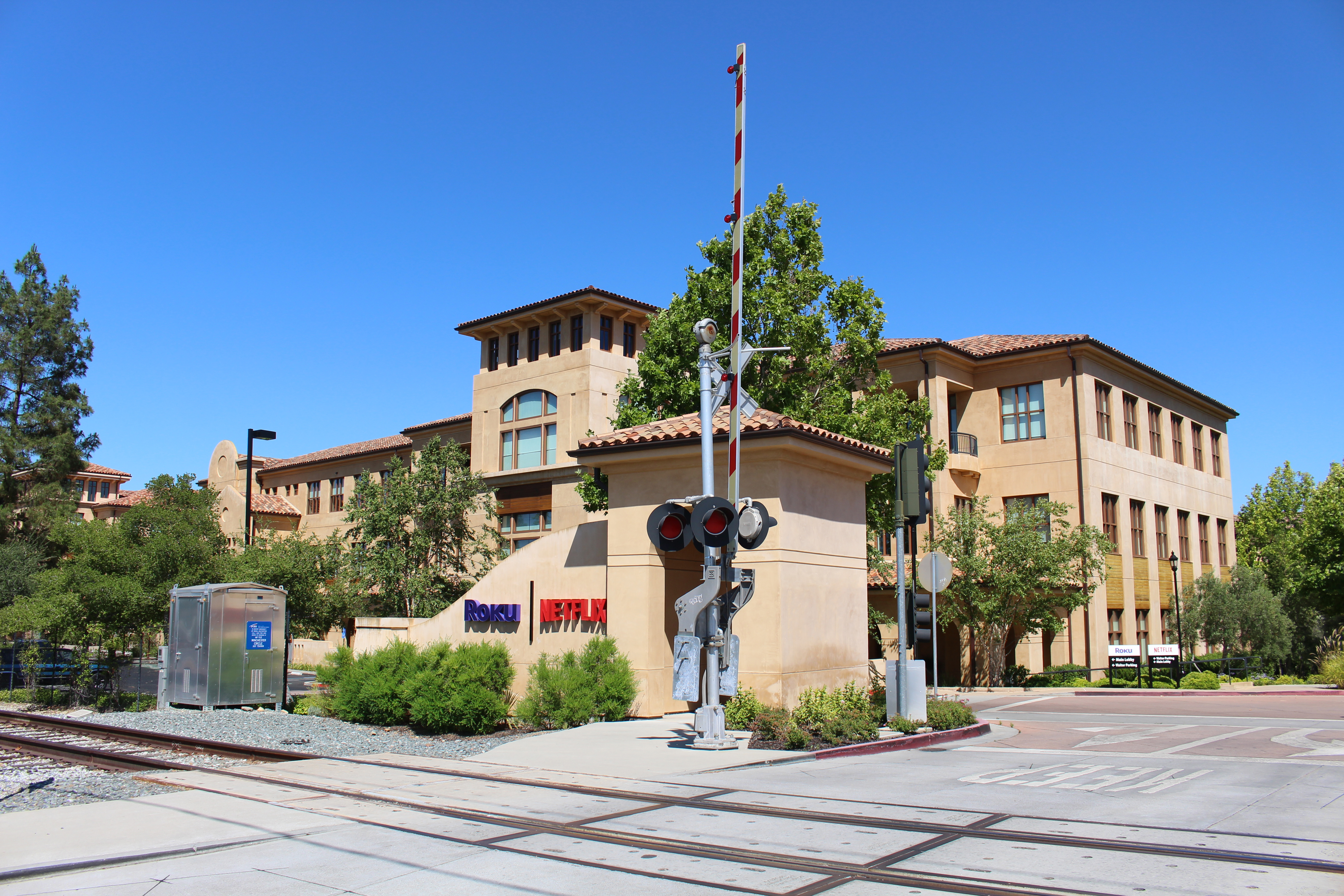
Siège de Netflix à Los Gatos en Californie.

## Différents modèles

### SVOD
La SVOD (VOD avec abonnement) (VADA en français) permet d'accéder avec un abonnement payant à un catalogue de VOD professionnel généralement sans publicité, en illimité et sans engagement.

#### Agrégateurs
Les agrégateurs donnent un accès par l'intermédiaire d'une seule et unique application à des services audiovisuels fonctionnant comme service par contournement (OTT).
Ils sont notamment proposés, en France, par Molotov TV, OQQE by Free, MyCanal, Apple TV Channels, Amazon Prime Video Channels, B.tv+ (Bouygues Telecom), Mondial TV

#### Marché International
| Propriétaire            | Liste des principaux services | Lancement | Détail abonnés payants par services | Total abonnés payants | Contenus |
| ----------------------- | ----------------------------- | --------- | ----------------------------------- | --------------------- | --- |
| Netflix, Inc            | Netflix                       | 2007      | 301 millions                        | 301 millions          | Netflix Originals, Sony Pictures Entertainment                                                                     |
| The Walt Disney Company | Disney+                       | 2019      | 158 millions                        | 236 millions          | Disney+ Originals (en), Walt Disney Pictures, ABC Studios, Marvel, Pixar, Lucasfilms, NatGeo, 20th Century Studios |
| The Walt Disney Company | Hulu                          | 2007      | 52 millions                         | 236 millions          | Hulu Originals (en) et FX Originals (en)                                                                           |
| The Walt Disney Company | ESPN+                         | 2018      | 26 millions                         | 236 millions          | |
| Amazon.com, Inc         | Prime Video                   | 2016      | 200 millions                        | 200 millions          | Amazon Originals, Amazon Studios, Metro-Goldwyn-Mayer                                                              |
| Warner Bros. Discovery  | Max                           | 2020      | 92 millions                         | 92 millions           | HBO Originals (en), Max Originals (en), Cinemax Originals (en), Warner Bros. Pictures, Warner Bros. TV             |
| Paramount Global        | Paramount+                    | 2021      | 62 millions                         | 62 millions           | Showtime Originals (en), CBS All Access Originals (en), Paramont Pictures, CBS Television Studios, Nickelodeon     |
| NBCUniversal            | Universal+                    | 2020      | 54 millions                         | 54 millions           | Peacock Originals, Universal Pictures, Universal Television                                                        |
| Apple Inc.              | Apple TV+                     | 2019      | 40 millions                         | 40 millions           | Apple Originals, Apple Studios                                                                                     |
| Lionsgate               | Lionsgate+                    | 2012      | 20 millions                         | 20 millions           | Starz Originals (en) et Lionsgate                                                                                  |
| Sony Pictures           | Crunchyroll                   | 2006      | 5 millions                          | 5 millions            | Funimation |

#### Marché français
| Propriétaire         | Liste des principaux services | Lancement | Abonnés payants | Contenus                                      |
| -------------------- | ----------------------------- | --------- | --------------- | --------------------------------------------- |
| Groupe Canal+        | MyCANAL                       | 2013      | N/C             | Canal+ Originals, StudioCanal                 |
| Groupe Canal+        | OCS                           | 2008      | 3,1 millions    | OCS Signature et OCS Originals, Orange Studio |
| Média-Participations | Anime Digital Network         | 2013      | N/C             | Animation franco-belge et japonaise           |
| Emond                | Emond Company                 | 2023      | N/C             | Contenus exclusifs pour les malentendants     |
| MONDIAL TV           | MONDIAL TV                    | 2020      | N/C             | Chaînes TNT Télévisions étrangers Films       |

### AVOD (VOD gratuite avec publicité)
Permet d'accéder gratuitement à un catalogue de VOD professionnel en illimité, ceci légalement et entièrement financé par la publicité.
| Liste des principaux services                  | Utilisateurs actifs mensuels | Pays disponibles | Propriétaire    |
| ---------------------------------------------- | ---------------------------- | ---------------- | --------------- |
| IMDb TV                                        | 40 millions                  | --               | Amazon.com      |
| Tubi                                           | 33 millions                  | --               | FOX Corporation |
| Pluto TV - Section Free on demand              | 20 millions                  | --               | ViacomCBS       |
| Crackle                                        | 10 millions                  | --               | Sony Pictures   |
| Molotov Channels (ex MANGO)                    | --                           | 1/193            | Molotov TV      |
| Walmart Vudu - Section Free                    | N/C                          | --               | --              |
| The Roku Channel (en) - Section Free on demand | N/C                          | --               | --              |
| Facebook Watch - Section ProContent            | N/C                          | --               | --              |
| Google YouTube - Section ProContent            | N/C                          | --               | --              |
| Plex - Section Movies et TV Shows              | N/C                          | --               | --              |
| Rakuten TV - Section Free                      | N/C                          | --               | --              |
| M6+                                            | N/C                          | --               | Groupe M6       |
| TF1+                                           | N/C                          | --               | Bouygues        |

### Channels
Permet d'accéder à des services/chaines à la demande, en s'abonnant à des offres standalone de VOD avec abonnement (SVOD) et/ou des chaînes payantes. Et permet également d'accéder à des offres de VOD gratuite avec publicité (AVOD) et ceci au sein d'une même interface en OTT.
Service : Amazon Channels, Apple TV Channels, The Roku Channel - Section Premium Subscriptions.

### Télévision par Internet
Permet d'accéder avec un abonnement à un bouquet de chaînes de télévision payantes basique au sein d'un agrégateur TV en OTT, de regarder la télévision sous toutes ses formes avec le direct en streaming, le replay et l'enregistrement dans le cloud.
Services : Molotov Extended, Sky Now TV, AT&T TV Now, Sling TV, PlayStation Vue, YouTube TV, Philo TV, AT&T WatchTV, FuboTV, l'offre Famille by MyCanal, Spectrum TV Stream, Xfinity Instant TV, Hulu with Live TV, Watch-It.

### Pay TV en direct-to-consumer (télévision payante, directement aux consommateurs)
Permet d'accéder avec un abonnement à un bouquet de chaînes de télévision payantes premium en OTT, centré sur une même marque, en live streaming et replay, et ceci sans engagement.
Services : beIN Sports Connect, Eurosport Player, RMC Sport 100 % Digital, OCS OTT, ESPN+, Ciné+ OTT, les chaînes Canal+ by MyCanal, Altice Studios by Connect TV de SFR, 

### Copie numérique
Permet pour tout achat physique (si indiqué comme inclus) d'accéder à une copie numérique en VOD, ceci légalement.
Services : ITunes Vidéo (Apple), Google Play films et séries.

### TVOD-EST (marché vidéo à la demande, achat VOD)
Permet d'acheter à l'unité des VOD professionnelles vendues au sein d'un catalogue.
Services : iTunes Vidéo (Apple), MyTf1vod (arrêté), Canal VOD, Google Play films et séries, Microsoft films et séries, Amazon Rent & Buy Video, Rakuten TV, VUDU - Rent & Buy (Walmart).

### TVOD-DTR (marché vidéo à la demande, location VOD)
Permet de louer à l'unité des VOD professionnelles vendues au sein d'un catalogue.
Services : ITunes Vidéo (Apple), MyTf1vod (arrêté), Canal VOD, Google Play films et séries, Microsoft films et séries, Amazon Rent & Buy Video, Rakuten TV, VUDU - Rent & Buy (Walmart).

### TV Everywhere (live streaming complémentaire et replay en OTT)
Permet d'accéder gratuitement en complément du live traditionnel (TNT, câble, satellite, IPTV), payant ou non selon les cas, à un service VOD sur les appareils mobiles (smartphone, tablette, ordinateur, etc.)
Services : OCS Go, HBO Go, MyCanal, 6play, France.TV, MyTF1 Replay, SFR TV. B.tv, La TV d'Orange, Arte TV.

### Agrégateur de chaînes gratuites en direct avec publicité
Permet d'accéder gratuitement avec un agrégateur OTT aux directs de chaînes gratuites avec publicité.
Services : Pluto TV - Section Live TV, Stirr, Xumo, The Roku Channel - Section News/Sports/Entertainment, Molotov TV - Gratuit

### FVOD (VOD gratuite sans publicité)
Permet d'accéder gratuitement, sans publicité à un catalogue de VOD professionnelles en illimité, ceci légalement et entièrement financé par le service public.
Principaux services : Okoo.

### Plateforme de vidéos en ligne
Une plateforme de vidéos en ligne permet aux individus, personnes morales et entités publiques, de mettre en ligne des productions audiovisuelles amateures ou semi-professionnelles en vue de les partager avec leurs audiences.
Principaux services en ligne : YouTube, Dailymotion, Facebook Watch, Vimeo, Amazon Video Direct, PeerTube.

### Évolution duhome cinéma
En France, le cinéma à domicile est aujourd'hui le premier mode de consommation des films avec les plateformes numériques et devant les salles de cinéma.

## Fonctions spécifiques
Les fonctions spécifiques peuvent être : la mise en pause, la reprise au début, la reprise de la lecture, l’avance ou le recul rapides, les profils d'utilisateurs, le mode hors ligne, les flux simultanés, les recommandations personnalisées, Autoplay et Watch Party[Quoi ?]. La disponibilité totale ou partielle de ces dernières varie selon les services.

## Supports
L’utilisation de vidéo à la demande peut se faire sur n’importe quel système pouvant accéder à des vidéos en lecture continue (en streaming) et les visualiser. À l’origine accessible uniquement par des ordinateurs de type PC, on assiste au début du XXIe siècle à la multiplication d’outils spécialisés acceptant ce type de prestations (télévision connectée, digital media player, console de jeu, lecteur DVD/Blu-ray, ordinateur, tablette et smartphone)

### Méthodes de diffusion
- mode pull (streaming) : le système de visionnement lit un flux vidéo sur un serveur distant. C’est ce qu’on appelle également la lecture en continu.
- mode push (téléchargement) : le téléchargement du document vidéo s’effectue sur un support de stockage (disque dur), aujourd'hui surtout utilisé par les services de VOD pour le mode hors ligne.

## Marché en France
(avril 2017).
Fin novembre 2016, selon l’étude du Centre national du cinéma et de l’image animée (CNC), le marché a atteint son plus haut niveau avec 230,5 millions d’euros.
La France est très active en termes de vidéo à la demande, avec une offre multiple : 88 plateformes actives (tous modes d'accès confondus, TvIP, sites Internet, consoles de jeux…) proposant de la vidéo à la demande sont dénombrées en février 2010.
Depuis 2016, est appliqué une sorte de soldes, la Fête de la VOD, pour promouvoir le système.
La France est d'ailleurs le 2e pays européen comptabilisant le plus de services de vidéo à la demande derrière le Royaume-Uni,.
En 2016, les plateformes de vidéo à la demande par abonnement (SVOD) comme Netflix représentent 30 % du marché.
En France, l'Autorité de la concurrence a donné son autorisation assortie de strictes conditions pour une nouvelle plateforme vidéo sur abonnement, Salto, portée par France Télévisions, TF1 et M6. Prévu au premier trimestre 2020,, le service a été lancé le 20 octobre 2020.

### Modes de consommation de la VàD en France
Pour qu'il y ait vidéo à la demande, il faut que l'utilisateur puisse choisir son programme et le regarder quand il le souhaite. Cela suppose un échange d'information unique entre l'utilisateur et le serveur où est stockée la vidéo, ainsi que la capacité d'envoyer la vidéo spécifiquement à l'utilisateur qui en fait la demande : il s'agit donc d'une diffusion de flux vidéo unicast (en contraste avec la diffusion hertzienne des chaînes de télévision, où le même flux est envoyé à tout le monde).
Les modes de diffusion unicast privilégiés en France pour la vidéo à la demande sont : Internet et la TvIP (cf. l'article TvIP pour le détail du fonctionnement, notamment le distinguo entre unicast et multicast).
En 2009 en France, la TvIP était de loin le support le plus utilisé (plus de 90 % du chiffre d'affaires de la vidéo à la demande).
En septembre 2016, 35,7 % des internautes interrogés en septembre 2016 déclarent avoir déjà payé pour visionner un programme en VOD

### Principaux acteurs de la VàD en France
Les principaux acteurs de la VàD sont les fournisseurs d’accès à internet, les chaînes de télévision, les web-marchands de produits culturels, les plateformes indépendantes ou institutionnelles comme l’INA en France et enfin les référenceurs/comparateurs.
En 2016, avec le développement des services par contournement la VOD se démocratise et s'étend à tous types de produits et de contenus vidéos, laissant la place à de nouveaux usages, comme l'e-cinéma.
En 2016, la plateforme Tënk est lancée à Lussas, où se déroule les États généraux du film documentaire, par des producteurs, réalisateurs, techniciens ou écoles qui ont choisi de s'associer afin de diffuser des documentaires d'auteur et de produire très rapidement de nouvelles œuvres de documentaire de création. Plateforme unique, elle diffuse des œuvres rares et singulières que les télévisions ne diffusent pas.

## Impact environnemental
La vidéo en ligne génère en 2019 60 % des flux de données mondiaux. Elle se répartit en quatre types de contenus : la vidéo à la demande (VoD) (34 %), la pornographie (27 %), les « tubes » (YouTube, Dailymotion…) (21 %) et les autres vidéos (18 %). Le chiffrage des émissions de dioxyde de carbone liées à ces flux est controversé, notamment en raison des modalités de prise en compte des émissions liées aux infrastructures fixes. Il est estimé en 2019 à 50 millions de tonnes équivalent CO2 par an (Mt eq. CO₂ / an) par Chris Preist (université de Bristol), et à 300 Mt eq. CO₂/an par Maxime Efoui-Hess (The Shift Project), ; ce dernier chiffre est cependant jugé par George Kamiya (International Energy Agency) surestimé d’un facteur 30 à 60,. Le chiffre estimé par le Shift Project correspond à 1 % des émissions mondiales de CO₂.